# From Over Yonder
From Over Yonder è il primo album in studio del gruppo musicale heavy metal tedesco Zed Yago, pubblicato nel 1988 dall'etichetta discografica Steamhammer.

## Il disco
Il disco è un concept di genere piratesco incentrato sulla figura di Zed Yago, la figlia dell'olandese volante maledetta dal suo stesso padre. L'attenzione riposta negli arrangiamenti e nella stesura dei testi consentirono all'album di ricevere recensioni più che favorevoli, in particolar modo sulle edizioni tedesche delle riviste Metal Hammer e Rock Hard. La teatralità delle canzoni unita al fatto che la prima e la seconda traccia del disco furono tra i primi brani a presentare inserti sinfonici all'interno di sonorità metal, valsero alla musica del gruppo l'appellativo di "dramatic metal", coniato dalla stampa britannica. Il brano The Flying Dutchman, L'olandese volante, include infatti l'omonimo tema operistico originariamente composto da Richard Wagner.
L'album fu recepito bene anche a livello commerciale, arrivando a vendere più di trentamila copie nell'arco di un mese dalla data di uscita e destando l'interesse delle maggiori etichette discografiche, tra cui la RCA Records che scritturò la band per la pubblicazione di un secondo disco.

## Tracce
Testi e musiche di Zed Yago, eccetto dove diversamente indicato.
1. The Spell from over Yonder – 5:08
2. The Flying Dutchman – 2:17 (musica: Richard Wagner, Zed Yago)
3. Zed Yago – 4:26
4. Queen and Priest – 4:25
5. Revenge – 5:25
6. United Pirate Kingdom – 5:54
7. Stay the Course – 5:07
8. Rebel Ladies – 4:33
9. Rockin' for the Nation – 4:37

## Formazione
- Jutta Weinhold – voce
- Jimmy Durand – chitarra
- Gunnar – chitarra
- Tach – basso
- Bubi (Claus Reinholdt) – batteria
- Hansi Kecker – tastiera

### Produzione
- Ralf Basten – produzione
- Zed Yago – produzione
- Kai Bardeleben – grafica
- Studio-Nord-Bremen – mastering